# Kepler-438b
Kepler-438b – planeta pozasłoneczna o rozmiarach podobnych do Ziemi, krążąca wokół gwiazdy Kepler-438. Znajduje się około 473 lata świetlne (145 pc) od Ziemi w gwiazdozbiorze Lutni. Planetę tę odkryto metodą tranzytową.

## Warunki
Kepler-438b ma mały promień, zaledwie o 12% większy od Ziemi i jest najprawdopodobniej planetą typu ziemskiego. Krąży wokół gwiazdy Kepler-438 należącej do typu widmowego K, chłodniejszej i słabiej świecącej od Słońca, o masie 0,54 M☉. Okres orbitalny tej planety to ok. 35 dni, obiega ona gwiazdę w odległości ponad dwukrotnie mniejszej niż Merkury okrąża Słońce. Ze względu na niższą jasność gwiazdy, planeta znajduje się w ekosferze, co oznacza, że na jej powierzchni może występować woda w stanie ciekłym. Temperatura równowagowa jej powierzchni to 273 K. Indeks podobieństwa do Ziemi (ESI) dla tej planety wynosi 0,88 i w chwili odkrycia był najwyższy spośród znanych planet.